# Quintette no 3 de Milhaud
Pour les articles homonymes, voir Quintette à cordes (homonymie).
Le Quintette no 3, op. 325, est une œuvre de musique de chambre pour quintette à cordes de Darius Milhaud composée en 1953.

## Présentation
Troisième partition pour quintette de Milhaud, le Quintette no 3 est écrit pour un quintette à cordes constitué de deux violons, deux altos et un violoncelle. Commande du Quatuor Griller, il est composé en 1953,,.
L'œuvre est créée à l'Université de Californie à Berkeley le 15 novembre 1953, par le quatuor dédicataire et Ferenc Molnar à l'alto.

## Structure
Le Quintette no 3, d'une durée moyenne d'exécution de quinze minutes vingt environ, est constitué de trois mouvements :
1. Animé ;
2. Modéré ;
3. Vif.

Pour le musicologue François-René Tranchefort, le caractère général de l'œuvre « est différent, plus « sérieux » ; l'écriture est plus dense, le style contrapuntique ».
Pour Colin Mason et Edwin Evans, « c'est une œuvre au contenu chargé, dans laquelle deux mouvements concis, mais substantiels et vigoureux, d'une grande sévérité harmonique, entourent un mouvement lent long et très expressif (entièrement à 
) dans la veine harmonique la plus luxuriante de Milhaud — la luxuriance étant toutefois légèrement déguisée par la complexité de la texture ».
La partition est publiée par Heugel,. Dans le catalogue des œuvres de Darius Milhaud, le Quintette porte le numéro d'opus 325,.